# Sebastian Fischer (Fußballspieler)
Sebastian Fischer (* 7. Mai 1987) ist ein deutscher Fußballspieler. Er ist Mittelfeldspieler und dort auf der rechten Außenbahn beheimatet.

## Karriere

### Im Verein

#### Jugendvereine und Karlsruher SC II
Sebastian Fischer begann das Fußballspielen beim TSV Mühlhausen/Enz und wechselte schließlich über den SV Illingen zum VfR Pforzheim, bevor er 2004 in den Jugendbereich des Karlsruher SC wechselte. Für dessen zweite Mannschaft kam er dann in der Saison 2005/06 auch zu seinen ersten sechs Einsätzen im Seniorenbereich, in der Regionalliga Süd. In der darauf folgenden Spielzeit lief er dann in 30 von 34 möglichen Partien auf, davon allerdings nur 10-mal über die gesamten 90 Minuten. Jeweils 10-mal wurde er ein-, beziehungsweise ausgewechselt. Dabei spielte er mit seinem Team gegen den Abstieg, erreichte dieses Ziel aber knapp mit einem Punkt Vorsprung. 2007/08 wurde er schließlich zu einer festen Größe im Verein und schoss in 30 Spielen seine ersten beiden Tore im Herrenfußball. Er verpasste dabei mit dem KSC II die Qualifikation zur neu geschaffenen 3. Liga und stieg somit in die vierthöchste Spielklasse ab, die jedoch weiterhin Regionalliga Süd genannt wurde. In dieser Liga blieb er Stammspieler und steigerte seine Torausbeute in insgesamt 29 Einsätzen auf sechs Treffer. Dabei erreichten die Karlsruher den drittletzten Platz und konnten die Klasse nur auf Grund des zurück gezogenen Lizenzantrags von Viktoria Aschaffenburg halten.

#### SV Sandhausen
2009 verließ er den KSC und schloss sich dem Drittligisten SV Sandhausen an. Dort feierte er am 25. Juli 2009 sein Profidebüt, als er am 1. Spieltag der Saison 2009/10 von Beginn an beim 3:3 gegen die SpVgg Unterhaching auflief und zur Halbzeitpause, beim Stand von 0:2 aus Sandhäusener Sicht, durch Julian Schauerte ersetzt wurde. Im weiteren Verlauf des Spieljahres blieb er Ergänzungsspieler, der zwischen einigen Auftritten in der Startelf und einem Platz auf der Bank pendelte. Bei seinen 25 absolvierten Partien wurde er 11-mal ein- sowie 7-mal ausgewechselt und spielte 7-mal durch. Des Weiteren erzielte er dabei drei Tore. Mit seinem Verein belegte er, nach starkem Start, bei dem man regelmäßig auf einem Aufstiegsplatz stand, am Schluss den 14. Tabellenplatz.
In seine zweite Drittligasaison startete Fischer dann als Stammspieler, verlor diesen Status jedoch gegen Ende der Hinrunde und kam daraufhin nur noch zu Kurzeinsätzen. Geprägt war die Spielzeit der Sandhäuser, die auf Grund zahlreicher Neuzugänge als Aufstiegsfavorit gehandelt wurden, von mehreren Trainerwechseln, sowie überraschendem Abstiegskampf, den man zuletzt erfolgreich gestalten konnte und so die Saison auf dem 12. Tabellenrang abschloss.

#### Zurück in den Amateurfußball
Mit dem Saisonende 2010/11 lief Fischers Vertrag beim SV Sandhausen aus und wurde nicht verlängert. Daraufhin wechselte er in die Verbandsliga Südbaden zum Aufsteiger 1. SV Mörsch. Von dort aus ging es zur Saison 2013/14 weiter zum SV Spielberg, welcher zu dieser Zeit in der Oberliga beheimatet waren und für den er über die komplette Saison auch auflaufen sollte. Danach verließ er den Verein wieder und schloss sich dem Bezirksligisten TSV Phönix Lomersheim an und spielte dort bis zum Sommer 2019.

### In der Nationalmannschaft
Während Fischer beim Karlsruher SC spielte, wurde er 2006 mehrfach für die deutsche U-19-Auswahl berufen und bestritt dort insgesamt sechs Spiele.